# 武山站
武山站是一个陇海线上的铁路车站，位于甘肃省天水市武山县城关镇，建于1952年，目前为三等站，邮政编码为741300。目前客运：办理旅客乘降；行李、包裹托运；货运：办理整车、零担货物发到；不办理危险货物发到。

## 車站周邊
- 武山仁爱医院
- 武山县森林公安分局
- 武山县汽车站
- 武山县水利局
- 武山县农业局
- 武山县卫生和计划生育局
- 武山县民政局
- 武山县公安局
- 武山县气象局
- 武山县城镇管理综合行政执法局